# Berlin-Kaulsdorf
Kaulsdorf is een wijk van Berlijn, behorend tot het district Marzahn-Hellersdorf en ligt deels in de Barnim (streek).

## Geschiedenis
Het dorp ontstond rond 1200 en bleef lange tijd erg landelijk. In 1858 waren er nog maar 350 inwoners. In 1920 toen er meer dan 3.000 inwoners waren werd het opgenomen in Groot-Berlijn en ingedeeld in het district Lichtenberg. In 1979 werd het overgeheveld naar het nieuwe district Marzahn, dat in 2001 fuseerde met het district Hellersdorf.
De laatste jaren is het inwonertal van Kaulsdorf sterk gegroeid, van 13.089 in 1995 tot 18.921 in 2016.

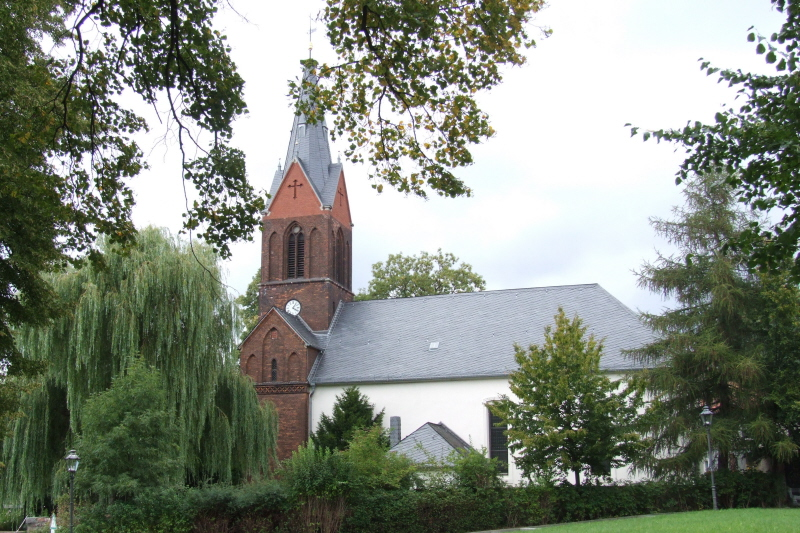
Oude dorpskerk van Kaulsdorf

## Verkeer
Het station Kaulsdorf wordt bediend door de S5-lijn van de S-Bahn. Het metrostation Kaulsdorf-Nord, dat op de U5 aangesloten is, ligt ondanks de naam in het aangrenzende Hellersdorf. 

## Sport
Voetbalclub SG Stern Kaulsdorf speelt aan de Sportplatz Lassaner Straße. 
Biesdorf ·
Hellersdorf ·
Kaulsdorf ·
Mahlsdorf ·
Marzahn